# Mount Pleasant (Caroline du Nord)
Pour les articles homonymes, voir Mount Pleasant.
Mount Pleasant est une ville américaine située dans le comté de Cabarrus en Caroline du Nord. En 2010, sa population était de 1 652 habitants.

## Démographie
| 1880 | 1890 | 1900 | 1910 | 1920 | 1930 |
| ---- | ---- | ---- | ---- | ---- | ---- |
| 314  | 375  | 444  | 753  | 770  | 838  |

| 1940  | 1950  | 1960  | 1970  | 1980  | 1990  |
| ----- | ----- | ----- | ----- | ----- | ----- |
| 1 017 | 1 019 | 1 041 | 1 174 | 1 210 | 1 027 |

| 2000  | 2010  | - | - | - | - |
| ----- | ----- | - | - | - | - |
| 1 259 | 1 652 | - | - | - | - |

## Traduction
- (en) Cet article est partiellement ou en totalité issu de l’article de Wikipédia en anglais intitulé « Mount Pleasant, North Carolina » (voir la liste des auteurs)..